# Arthur Acton
Arthur Mario Acton (1873–1953) byl britský architekt, obchodník s uměním a sběratel.

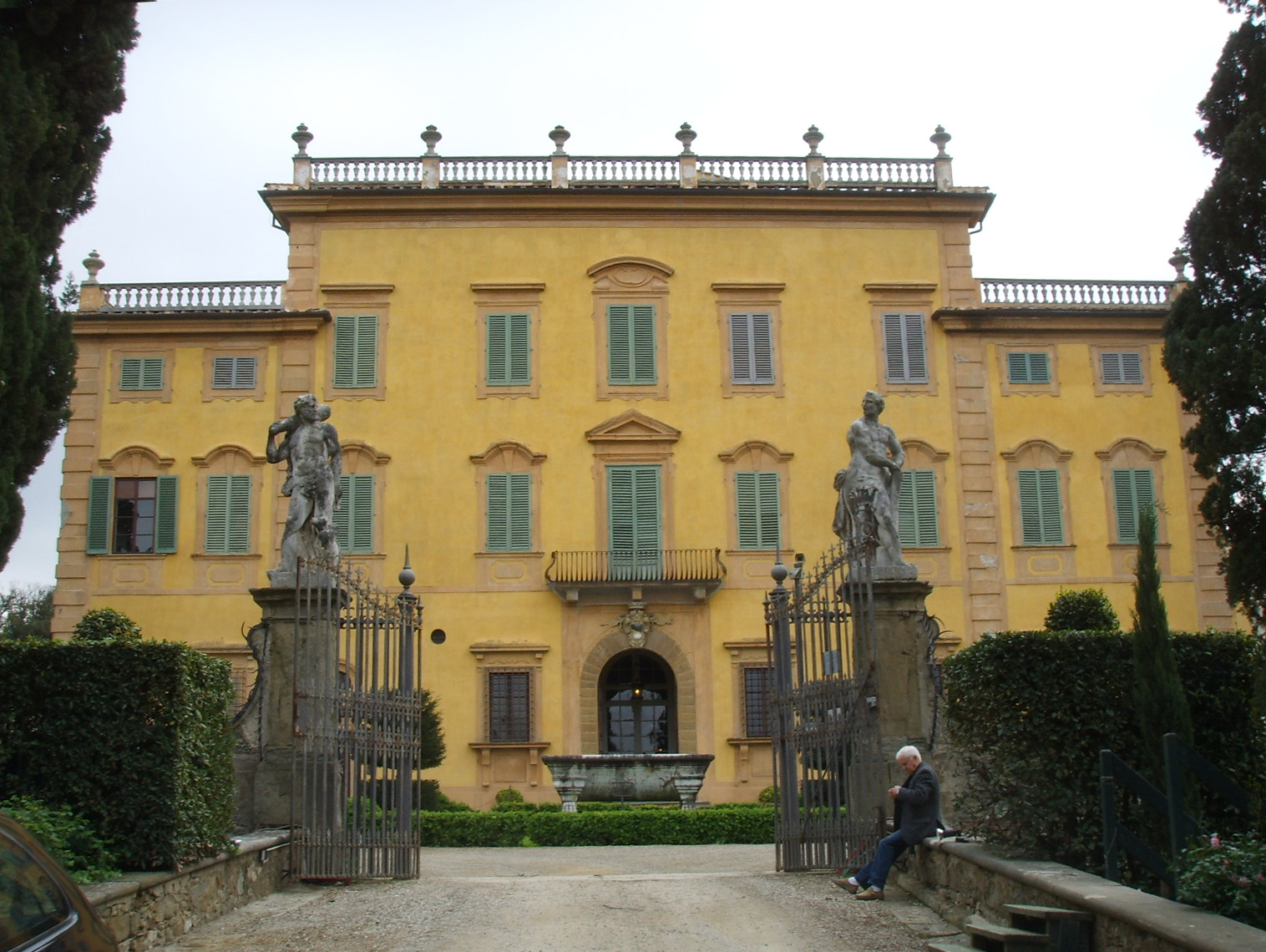
Villa la Pietra, rodný dům Harolda a Williama

## Životopis
Arthur Acton byl nemanželským synem Eugena Arthura Rogera Actona (1836–1895), poradce egyptského ministerstva zemědělství a obchodu.
Acton se oženil s bohatou chicagskou dědičkou Hortense Lenore Mitchellovou (1871–1962), jejímž otcem byl William Hamilton Mitchell (1817-1910). Hortence byla dědičkou Johna J. Mitchella (1853–1927), prezidenta "Illinois Trust and Savings Bank" od roku 1880 do roku 1923 a prezident "Illinois Merchants Trust Company" od roku 1923 až do své smrti.
Manželé žili až do své smrti ve Villa La Pietra ve Florencii.
Jejich starším synem byl spisovatel, učenec a estét sir Harold Mario Mitchell Acton (1904–1994). Jejich mladší syn William Hamilton Mitchell Acton (1906-1945) byl malíř.
Acton měl také dceru Lianu Beacci (1917–2000) se svou sekretářkou, kterou byla Ersilia Beacci (zemřela 1953). Lianina dcera je princezna Dialta Alliata di Montereale.